# Bilal Çiloğlu
Bilal Çiloğlu (16 giugno 1998) è un judoka turco.

## Palmares
- Europei

Tel Aviv 2018: bronzo nei 73kg.
- Campionati europei under 23:

Podgorica 2017: bronzo nei 73kg.
- Campionati mondiali juniores:

Zagabria 2017: argento nei 73kg.
- Campionati europei juniores:

Oberwart 2015: bronzo nei 66kg.
- Campionati europei cadetti:

Sofia 2016: oro nei 66kg.

### Vittorie nel circuito IJF
| Data          | Località | Paese   | Categoria |
| ------------- | -------- | ------- | --------- |
| 10 marzo 2018 | Agadir   | Turchia | Gran Prix |